# Pórjov
Pórjov es una ciudad del óblast de Pskov, en Rusia, a 75 km al este de su capital Pskov. Posee una fortaleza medieval, consistente en un muro bien conservado que rodea la ciudad, dos torres (una de ellas semiderruida) una iglesia del siglo XV y un museo de historia. Dentro de la fortaleza hay mucha vegetación. Pórjov posee industrias de alimentación, de lana y de curtidos.